# Vasco Live 2022
Vasco Live 2022 (reso graficamente Vasco Live XXII) è stata una tournée del cantautore italiano Vasco Rossi, che si è svolta tra maggio e giugno tra stadi e altre location.
Le date di Firenze, Milano e Roma dovevano tenersi nell'ambito di importanti festival (Firenze Rocks, Milano Rocks, Rock in Roma), ma a causa del rinvio dovuto all'emergenza sanitaria da Covid-19, il calendario fu chiaramente modificato, facendo uscire le date dalla programmazione dei festival. La prima data del tour, a Trento, è stata anticipata come di consuetudine la sera prima da un sound-check per circa 20mila iscritti al fan club.
Secondo i dati SIAE il Vasco Live XXII ha segnato diversi record del 2022: il concerto di Trento è stato quello con il maggior numero di spettatori in assoluto dell'anno e ben 5 date (Trento, Imola, Milano e le due di Roma) rientrano nella top 10 dei concerti con più spettatori. 

## Le date
| Data              | Città             | Luogo                         | Biglietti venduti | Note                                    |
| ----------------- | ----------------- | ----------------------------- | ----------------- | --------------------------------------- |
| 19 maggio 2022    | Trento            | Trentino Music Arena          | 20.000            | Sound-check per gli iscritti al fanclub |
| 20 maggio 2022    | Trento            | Trentino Music Arena          | 111.881           |                                         |
| 24 maggio 2022    | Milano            | Ippodromo Milano Trenno       | 81.987            |                                         |
| 28 maggio 2022    | Imola             | Autodromo Enzo e Dino Ferrari | 82.297            |                                         |
| 3 giugno 2022     | Firenze           | Ippodromo delle Cascine       | 65.000            |                                         |
| 7 giugno 2022     | Napoli            | Stadio Diego Armando Maradona | 46.000            |                                         |
| 11 giugno 2022    | Roma              | Circo Massimo                 | 68.738            |                                         |
| 12 giugno 2022    | Roma              | Circo Massimo                 | 68.303            |                                         |
| 17 giugno 2022    | Messina           | Stadio San Filippo            | 41.000            |                                         |
| 22 giugno 2022    | Bari              | Stadio San Nicola             | 51.000            |                                         |
| 26 giugno 2022    | Ancona            | Stadio del Conero             | 35.000            |                                         |
| 30 giugno 2022    | Torino            | Stadio Olimpico               | 40.000            |                                         |
| TOTALE SPETTATORI | TOTALE SPETTATORI | TOTALE SPETTATORI             | 701.000           |                                         |

## La scaletta
In scaletta sono presenti alcuni nuovi brani, 6 tratti dall'album Siamo qui e il singolo Se ti potessi dire.
1. Intro 2022
2. XI comandamento
3. L'uomo più semplice
4. Ti prendo e ti porto via
5. Se ti potessi dire
6. Senza parole
7. Amore...aiuto
8. ...muoviti!
9. La pioggia alla domenica
10. Un senso
11. L'amore l'amore
12. Interludio 2022/Echo Lake
13. Tu ce l'hai con me
14. C'è chi dice no
15. Gli spari sopra
16. ...Stupendo
17. Siamo soli
18. Una canzone d'amore buttata via
19. Ti taglio la gola
20. Rewind
21. Delusa
22. Eh...già
23. Siamo qui
24. Sballi ravvicinati del terzo tipo
25. Toffee
26. Sally
27. Siamo solo noi
28. Vita spericolata
29. Canzone
30. Albachiara